# Vracovice (ort i Tjeckien, Mellersta Böhmen)
Vracovice är en ort i Tjeckien.   Den ligger i regionen Mellersta Böhmen, i den centrala delen av landet, 60 km sydost om huvudstaden Prag. Vracovice ligger 506 meter över havet och antalet invånare är 372.
Terrängen runt Vracovice är huvudsakligen platt, men söderut är den kuperad. Runt Vracovice är det ganska glesbefolkat, med 31 invånare per kvadratkilometer. Närmaste större samhälle är Vlašim, 5,4 km norr om Vracovice. Omgivningarna runt Vracovice är en mosaik av jordbruksmark och naturlig växtlighet.